# Archivo General de Indias
Het Archivo General de Indias is een Spaans archief in Sevilla dat de archieven van de Koninklijke en Hoge Raad van de Indiës (Spaans: El Real y Supremo Consejo de Indias) huisvest. Het archief is gevestigd in het voormalige gebouw van de Consulado de mercaderes (Consulaat van de handelaren). De hier bewaarde archieven zijn een belangrijke bron voor de geschiedenis van het Spaanse Rijk van de zestiende tot de negentiende eeuw.

## Geschiedenis
De Consejo de Indias begon in het begin van de zestiende eeuw haar werk. In 1524 werd de status ervan formeel vastgelegd. De verschillende audiencias waarin het Spaanse Rijk was verdeeld, konden bij de raad in hoger beroep gaan. Dit betrof niet alleen de gebieden in Latijns-Amerika, ook de Audiencia van Manilla voor de Filipijnen viel hieronder. Onder de Raad ressorteerde met name de Casa de Contratación, het centrale handelsbureau van de Spaanse overheid. Alle overzeese handel kwam aan in en vertrok vanuit Sevilla. In de loop van het bestaan van de Raad werden verschillende wijzigingen doorgevoerd. Zo waren schandalen in Peru en de publicatie in 1552 van de kritiek van Bartolomé de Las Casas op de behandeling van de indianen aanleiding voor wijzigingen in de werkwijze van de raad. In 1680 werd de regelgeving van de Raad vastgelegd in de Recompilacíon de las Leyas de Indias. Met name de instelling in 1714 van een minister voor de Indiës verkleinde het belang van de Raad. De Raad werd in 1834 opgeheven

## Archieven
Met zijn meer dan tientallen miljoenen documenten, omvattende ongeveer het dubbele aantal bladen, een lengte van meer dan 12 km, is het archief veruit de belangrijkste bron voor de bestudering van de meer dan drie eeuwen omspannende betrekkingen tussen Europa en Spaans-Amerika. Van Spanje ging een stroom van koninklijke decreten, bevelen, instructies, regelingen, brieven, bouwtekeningen, technische voorschriften, enquêtes, enz. naar Amerika. Uit Amerika kwamen talloze inspectierapporten, gedetailleerde beschrijvingen, processtukken, landkaarten, inventarissen, belastingkohieren en afrekeningen, evenals de correspondentie van de koloniale overheid en justitie, en de kerkelijke en handelsrapporten. Deze communicatie tussen moederland en kolonie was bijzonder breed van opzet en ze reflecteerde een werkelijke obsessie om zo veel mogelijk informatie bijeen te krijgen.
Het Archivo General de Indias omvat tegenwoordig ongeveer negen kilometer archiefstukken, die bestaan uit ongeveer 43.000 banden met 80 miljoen pagina's die de koloniale overheden produceerden:
- Consejo de Indias, 16e-19e eeuw
- Casa de la Contratación, 16e-19e eeuw
- Consulados de Sevilla y Cádiz, 16e-19e eeuw
- Secretarías de Estado y Despacho Universal de Indias, de Estado, Gracia y Justicia, Hacienda y Guerra, 18e-19e eeuw
- Secretaría del Juzgado de Arribadas de Cádiz, 18e-19e eeuw
- Comisaría Interventora de la Hacienda Pública de Cádiz, Dirección General de la Renta de Correos, 18e-19e eeuw
- Sala de Ultramar del Tribunal de Cuentas, 19e eeuw
- Real Compañía de la Habana, 18e-19e eeuw

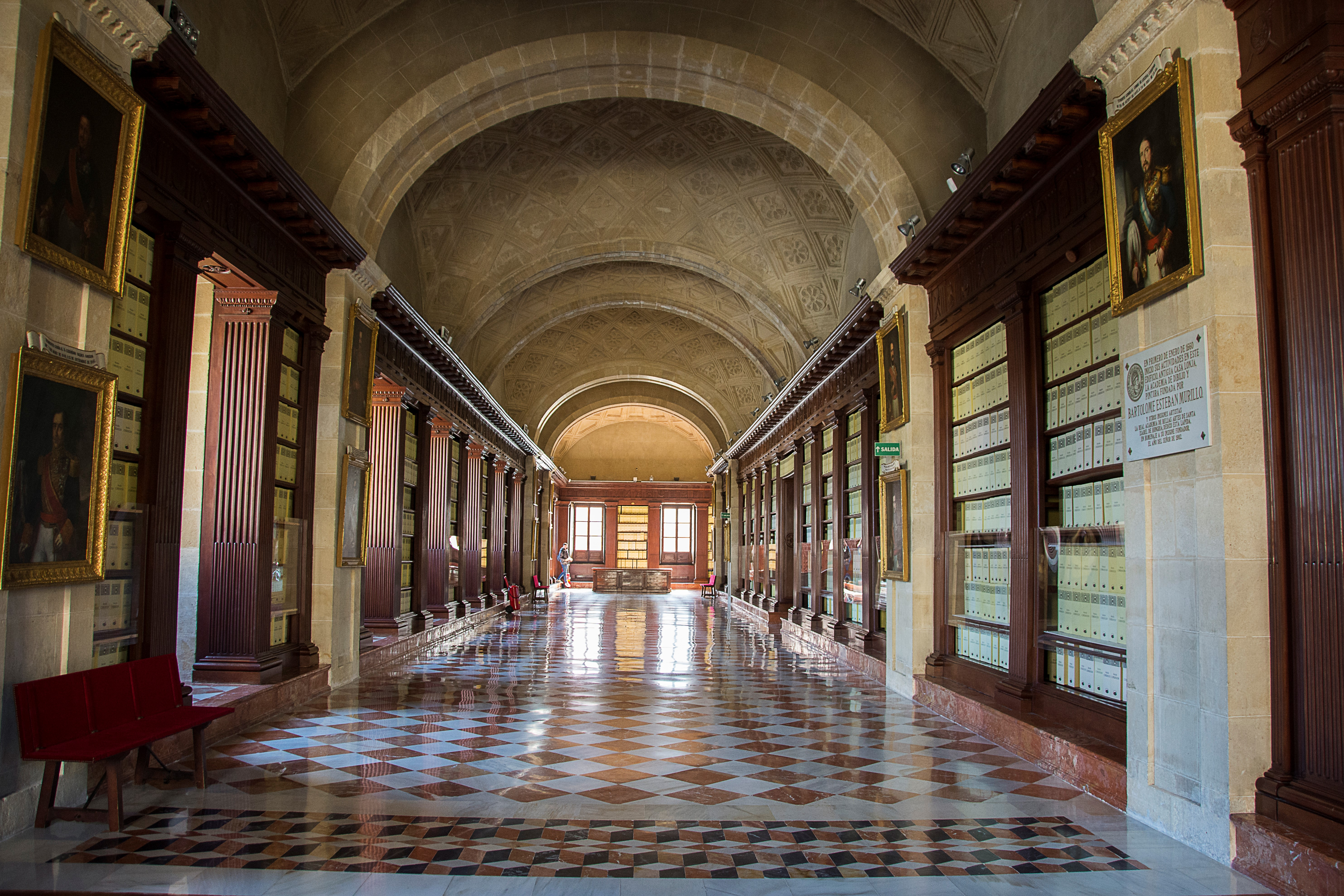
De archieven

Tot de topstukken van het archief horen Miguel de Cervantes' verzoek om een baan, vele stukken over de conquistadores, de geschiedenis van Latijns-Amerika, kolonisatie en kolonialisme in brede zin, zoals de pauselijke bul Inter caetera van paus Alexander VI uit 1493 en een van de twee originelen van het Verdrag van Tordesillas uit 1494. In beide stukken werd voor eeuwen de invloedssferen van Spanje en Portugal in de Nieuwe Wereld vastgelegd. Er loopt een project voor de digitalisering van ongeveer 15 miljoen pagina's. In 1992 kreeg het Archivo General de Indias de Erasmusprijs vanwege het grote historische belang van deze instelling.
In het museum is een kanon van het Spaans galjoen Nuestra Señora de Atocha te zien. Het schip zonk in 1622 met een lading aan boord die in 1985 400 miljoen dollar waard was.

## Gebouw
Het gebouw van het archief was oorspronkelijk gebouwd voor de Consulado de mercaderes. Koning Filips II van Spanje had hiertoe in 1572 opdracht gegeven. De bouw naar een ontwerp van Juan de Herrera begon in 1584. In 1785 werd besloten de verschillende archieven van de Raad voor de Indiës te Simancas, Cádiz en Sevilla hier bijeen te brengen. In het Archivo General de Simancas kwam er zodoende meer ruimte voor de archieven van de Spaanse kroon. In de jaren 2002 tot 2004 is het gebouw uitgebreid gerestaureerd. Sinds 1987 staat het gebouw op de Werelderfgoedlijst.